# Joson Inmingun
Le Joson Inmingun est le journal de Armée populaire de Corée de Corée du Nord.
Depuis 2007, le journal Joson Inmingun publie conjointement avec le Rodong Sinmun et le Chongnyonjonwi un « éditorial commun » chaque année.